# Thecidellina congregata
Thecidellina congregata är en armfotingsart som beskrevs av Cooper 1954. Thecidellina congregata ingår i släktet Thecidellina och familjen Thecidellinidae. Inga underarter finns listade i Catalogue of Life.